# Sundtjärnarna (Jokkmokks socken, Lappland, 735964-169447)
Sundtjärnarna är en sjö i Jokkmokks kommun i Lappland och ingår i Luleälvens huvudavrinningsområde.